# Francesco Raibolini
Francesco Francia, vlastním jménem Francesco Raibolini (1447, Bologna – 5. ledna 1517, Bologna) byl italský malíř, zlatník a medailér z Boloně, který byl také ředitelem městské mincovny.
Možná se vyučil u Marca Zoppa a poprvé byl zmíněn jako malíř v roce 1486. Jeho nejstarším známým dílem je Felicini Madonna, která je podepsána a datována rokem 1494. Pracoval ve spolupráci s Lorenzem Costou a byl ovlivněn jeho a Ercole de' Robertiho stylem. Po roce 1505 ho více ovlivnili Perugino a Raffael. Měl velkou dílnu a školil Marcantonia Raimondiho, Ludovica Marmittu a několik dalších umělců. Raffaelova Santa Cecilia v něm údajně vyvolala takový pocit méněcennosti, že kvůli ní zemřel na deprese. Nicméně, protože jeho přátelství s Raffaelem je nyní obecně známé, tento příběh byl zdiskreditován.
Zemřel v Bologni. Jeho synové Giacomo Francia a Giulio Francia byli také umělci.